# Marcel Aubour
Marcel Aubour (* 17. Juni 1940 in Saint-Tropez) ist ein ehemaliger französischer Fußballspieler.

## Vereinskarriere
Aubour bestritt im August 1960 sein erstes Spiel in der Division 1, in dem er mit seinem Verein Olympique Lyon 0:2 beim amtierenden Meister Stade Reims unterlag. Zum Stammspieler wurde er aber erst ab der Saison 1962/63. Der 1,80 m große, physisch starke und sachliche Torhüter zeichnete sich durch gute Strafraumbeherrschung und Dominanz bei hohen Flanken, außerdem durch seine weiten und präzisen Abwürfe aus. Ob seiner stets fröhlichen Art und der Fähigkeit, Mitspieler mitzureißen, war er zudem ein stabilisierender Faktor innerhalb seiner Mannschaften. In einer Elf mit einigen Nationalspielern wie Jean Djorkaeff, Nestor Combin, Fleury Di Nallo, Victor Nurenberg und Stéphane Bruey spielte Aubour in den vier Jahren bis 1966 meist im oberen Tabellendrittel mit; wirklich erfolgreich war Lyon aber nur im französischen Pokal: in der Saison 1962/63 erreichte es das Endspiel, in dem es nach einem 0:0 n. V. in der Wiederholungspartie 0:2 gegen AS Monaco unterlag. Ein Jahr darauf allerdings, diesmal in einem Finale zweier sehr abwehrstarker Teams mit 2:0 gegen Girondins Bordeaux, gewann der Torwart seinen ersten Titel. In derselben Saison stieß er mit Olympique Lyon zudem im Europapokal der Pokalsieger nach Siegen über B 1913 Odense, Olympiakos Piräus und den Hamburger SV bis ins Halbfinale vor, wobei er sich den Ruf eines „Elfmetertöters“ erwarb. Dort beendete der spätere Cupgewinner Sporting Lissabon nach insgesamt drei Spielen weitergehende Titelhoffnungen. Im Herbst dieses Jahres wurde Marcel Aubour zum Nationalspieler (siehe unten).
1966 verließ er Lyon und hütete fortan das Tor des OGC Nizza. Mit den Südfranzosen erreichte er, unter anderem an der Seite von Charly Loubet und Bruno Rodzik, als Vizemeister 1968 die beste Ligaplatzierung seiner Laufbahn und spielte drei Saisons nacheinander im Messecup, dem Vorläufer des UEFA-Pokals; allerdings scheiterte der OGC darin jedes Mal in der ersten Runde (1968/69 gegen Hansa Rostock). Im Sommer 1969 stieg der Klub zudem als Tabellen-18. in die zweite Liga ab. Nach der Hinrunde 1969/70 aus finanziellen Gründen von OGCN vor die Tür gesetzt, nahm er ein Angebot des Trainers von Stade Rennes, Jean Prouff, mit den Worten „Wenn es nötig ist, komme ich sogar zu Fuß“ an. Auch die Mannschaft aus der Bretagne spielte in der Division 1 während Aubours dortigen Jahren nur die Rolle einer „grauen Maus“ – aber im Landespokal stieß Rennes 1970 ins Halbfinale und ein Jahr später ins Endspiel vor. Dass die Elf sich 1971 für das Finale qualifizierte, verdankte sie weitestgehend ihrem Torhüter: im Halbfinale gegen Olympique Marseille wehrte er im erforderlichen Elfmeterschießen drei Strafstöße ab, darunter den von Josip Skoblar; und im Endspiel gegen Olympique Lyon hielt er seinen Kasten sauber, so dass ein Treffer von André Guy ausreichte, um Aubour zu seinem zweiten Erfolg in diesem Wettbewerb zu verhelfen. In dieser Begegnung war er von Lyon-Anhängern mit Artischocken beworfen worden – was er, der sich über die Jahre zu einer „Persönlichkeit, immer für ein Späßchen gut“, entwickelt hatte, zum Anlass nahm, um mit den Früchten hinter dem Tor Boule zu spielen, wenn der Ball sich in der gegnerischen Hälfte befand.
1972 wechselte Marcel Aubour zu Stade Reims, mit dem es trotz sehr torgefährlicher Stürmer (Delio Onnis, Georges Lech und Carlos Bianchi) gleichfalls nicht zu einem Meistertitel reichte – ein fünfter Rang in der Abschlusstabelle 1975/76 war die beste Platzierung in diesen Jahren –, er 1974 aber nochmals im Pokal-Halbfinale stand. Als die Rot-Weißen 1977 sogar in das Endspiel dieses Wettbewerbs einzogen und es gegen AS Saint-Étienne mit 1:2 verloren, saß der fast 37-Jährige nur noch auf der Reservebank im Parc des Princes: sein letztes Punktspiel für Reims hatte er schon im September 1976 bestritten (2:4 bei AS Nancy), wonach ihn das Trainergespann Flamion/D’Arménia durch den zweiten Torwart Christian Laudu ersetzte. Anschließend beendete Aubour nach insgesamt 482 Punktspielen – womit er nur knapp an der Aufnahme in den „500er-Club“ scheiterte – seine Karriere.

### Stationen
- Olympique Lyonnais (1960–1966)
- Olympique Gymnaste Club de Nice (1966–Dezember 1969, das letzte halbe Jahr in D2)
- Stade Rennais Université Club (Januar 1970–1972)
- Stade de Reims (1972–1977)

## In der Nationalmannschaft
Aubour, der auch schon mit den französischen Junioren (Espoirs) international aufgetreten war, hat zwischen Oktober 1964 (2:0-Sieg in Luxemburg) und April 1968 20 A-Länderspiele für Frankreich bestritten. Er gehörte zum französischen Aufgebot bei der Weltmeisterschaft 1966 und wurde in allen drei Spielen in England eingesetzt. Angesichts des frühzeitigen Ausscheidens der Bleus machte die Kritik aber auch vor dem Torwart nicht halt, dem insbesondere der Treffer der Mexikaner beim 1:1 angekreidet wurde. Es folgte eine 14-monatige Länderspielpause, ehe der neue Nationaltrainer Louis Dugauguez Aubour in der Saison 1967/68 sechsmal in Folge aufstellte. Nach zwei 1:5-Auswärtsniederlagen gegen Westdeutschland (September 1967) und Jugoslawien (April 1968, in der EM-Qualifikation) löste ihn Georges Carnus auf Dauer im Tor der Équipe tricolore ab. Zwar wurde Aubour von Dugauguez’ Nachfolger Georges Boulogne in der Spielzeit 1970/71 wieder regelmäßig als Nr. 2 hinter Carnus aufgeboten; zu einem Einsatz kam er dabei aber nicht mehr.

## Palmarès
- Französischer Vizemeister 1968
- Französischer Pokalsieger: 1964, 1971 (und Finalist 1963 [sowie 1977 ohne Endspieleinsatz])
- 20 A-Länderspiele für Frankreich, davon 14 in seiner Zeit bei Lyon, 6 bei Nizza; WM-Teilnehmer 1966
- 482 Spiele in der Division 1, davon 153 für Lyon, 96 für Nizza, 86 für Rennes, 147 für Reims[12]
- 19 Spiele in den Europapokalwettbewerben, davon 12 für Lyon, 5 für Nizza, 2 für Rennes[13]

## Leben nach der Spielerzeit
Anschließend zog es Marcel Aubour in seine Heimat an die Côte d’Azur zurück; in Saint-Tropez übernahm er die Geschäftsleitung des elterlichen Hôtel de Paris. Dort hat das „typische Kind der Mittelmeerküste“ auch seine Memoiren verfasst – veröffentlicht unter dem Titel „Moi, le Breton“ (Ich, der Bretone).